# Graeme Smith (Schwimmer)
Graeme Smith (* 31. März 1976 in Falkirk, Schottland) ist ein ehemaliger britischer Schwimmer. Er gewann eine olympische Bronzemedaille, war bei Weltmeisterschaften auf der 50-Meter-Bahn je einmal Zweiter und Dritter und bei Europameisterschaften auf der 50-Meter-Bahn einmal Zweiter. Bei Commonwealth Games erhielt er je eine Silber- und Bronzemedaille.

## Karriere
Bei seinem ersten Start bei einer internationalen Meisterschaft belegte Smith den vierten Platz über 1500 Meter Freistil bei den Kurzbahnweltmeisterschaften 1993 in Palma. Er hatte dabei 0,48 Sekunden Rückstand auf den drittplatzierten Polen Piotr Albinski. Bei den Commonwealth Games 1994 im kanadischen Victoria belegte der Schotte den fünften Platz über 1500 Meter Freistil und den siebten Platz über 400 Meter Freistil. Kurz darauf bei den Weltmeisterschaften in Rom wurde Smith Achter über 1500 Meter Freistil. Wie in Victoria erschwammen die Australier Kieren Perkins und Daniel Kowalski die Gold- und Silbermedaille. 1995 bei den Europameisterschaften in Wien siegte über 1500 Meter Freistil der Deutsche Jörg Hoffmann, 0,65 Sekunden hinter Hoffmann schlug Graeme Smith als Zweiter an und erhielt seine erste internationale Medaille. Im Jahr darauf bei den Olympischen Spielen 1996 in Atlanta erreichte Smith das Finale über 1500 Meter Freistil mit der nach Kowalski zweitbesten Zeit. Im Finale schwamm Kieren Perkins als einziger unter 15 Minuten und hatte im Ziel sechs Sekunden Vorsprung auf Daniel Kowalski. Mit 0,05 Sekunden Rückstand wurde Smith Dritter und hatte seinerseits sechs Sekunden Vorsprung auf den viertplatzierten Italiener Emiliano Brembilla.
Im April 1997 bei den Kurzbahnweltmeisterschaften in Göteborg belegte Smith über 400 Meter Freistil den siebten Platz. Über 1500 Meter Freistil siegte der Australier Grant Hackett vor Jörg Hoffmann, Graeme Smith schlug als Dritter an. Im August bei den Europameisterschaften in Sevilla wurde Smith Sechster über 400 Meter Freistil und belegte den vierten Platz über 1500 Meter Freistil mit fast drei Sekunden Rückstand auf die Bronzemedaille. Im Januar 1998 bei den Weltmeisterschaften in Perth verpasste Smith als Zwölfter der Vorläufe den Finaleinzug über 1500 Meter Freistil. Im September bei den Commonwealth Games 1998 in Kuala Lumpur wurde Smith Sechster über 400 Meter Freistil und Fünfter über 1500 Meter Freistil. Ende 1998 gewann Smith die Goldmedaille über 1500 Meter Freistil bei den Kurzbahneuropameisterschaften in Sheffield. Im April 1999 wurde Smith hinter Grant Hackett Zweiter über 1500 Meter Freistil bei den Kurzbahnweltmeisterschaften in Hongkong.
Nachdem Smith im Jahr 2000 an keinem wichtigen internationalen Wettkampf teilgenommen hatte, kehrte er im Juli 2001 bei den Weltmeisterschaften in Fukuoka in die Weltspitze zurück. Über 800 Meter Freistil wurde er Dritter hinter den Australiern Ian Thorpe und Grant Hackett. Über 1500 Meter Freistil siegte Grant Hackett mit 24 Sekunden Vorsprung vor Graeme Smith, der in diesem Rennen erstmals unter 15 Minuten blieb. Zweieinhalb Sekunden hinter Smith wurde der Russe Alexei Filipez Dritter. Im Jahr darauf bei den Commonwealth Games 2002 in Manchester siegte über 800 Meter Freistil Thorpe vor Hackett und Smith und auch über 1500 Meter Freistil wiederholte sich mit Hackett vor Smith der Einlauf von Fukuoka. Im Juli 2003 bei den Weltmeisterschaften in Barcelona erreichte Smith drei Endläufe. Er wurde Achter über 400 Meter Freistil und Sechster über 1500 Meter Freistil. Über 800 Meter Freistil schlug er als Vierter nur 0,33 Sekunden hinter dem ukrainische Gewinner der Bronzemedaille Ihor Tscherwynskyj an. Ende 2003 gewann Smith bei den Kurzbahneuropameisterschaften in Dublin die Silbermedaille über 1500 Meter hinter dem Russen Juri Prilukow. Bei den Olympischen Spielen 2004 in Athen schied Smith über 400 Meter Freistil als 20. der Vorläufe aus. Über 1500 Meter Freistil erreichte Smith noch einmal das Finale und belegte den sechsten Platz.
Der Schotte Graeme Smith startete für den englischen Verein Stockport Metro. Nach den Olympischen Spielen 2004 beendete er seine Karriere als Leistungssportler und nahm sein Studium an der University of Manchester wieder auf.